# Andrews (Indiana)
Andrews è un comune degli Stati Uniti d'America, situato nello Stato dell'Indiana e in particolare nella contea di Huntington.

## Toponimo
Andrews era originariamente chiamata Antioch, e così compare in una mappa catastale del 1853. Fu rinominata Andrews attorno al 1880, in onore di un funzionario della ferrovia, al tempo in cui la strada ferrata veniva costruita nella regione.